# Chersodromia albipennis
Chersodromia albipennis är en tvåvingeart som först beskrevs av Jean Pierre Omer Anne Édouard Perris 1852.  Chersodromia albipennis ingår i släktet Chersodromia och familjen puckeldansflugor.
Artens utbredningsområde är Frankrike. Inga underarter finns listade i Catalogue of Life.